# 牧田環
牧田 環（まきた たまき、1871年9月8日〈明治4年7月24日〉 - 1943年〈昭和18年〉7月6日）は、日本の鉱山技術者、実業家、教育者。

## 経歴
1871年（明治4年）、大阪府に士族の次男として生まれる。1895年（明治28年）帝国大学工科大学採鉱冶金学科を卒業して三井鉱山（現・日本コークス工業）に入社した。最初は技術者として、後に役員として頭角を現し、三井鉱山社長および会長を務めた。こうした縁で、三井財閥の最高指導者であった団琢磨の長女を妻に迎えている。
1924年（大正13年）には田中鉱山より経営移譲された釜石鉱山株式会社の会長に就任。
20世紀前半、三井鉱山は炭鉱開発で莫大な利益を上げていたが、団と牧田は石炭を利用した有機化学事業にも進出した。第一次世界大戦後、牧田は人工染料であるインディゴ（人工藍）製造に着手。ヒントを得るためドイツに渡り染料工場を訪問するも立入拒否に遭ったことから、わずかな知見と入手可能な文献だけを頼りにインディゴの製造プラントを建設した逸話も残る。この工場は後に三井化学の基盤の一つとなった。
三井鉱山会長を務める傍ら、1926年（大正15年）には北樺太石油の取締役を務めるなど、広く財界を通じた活動もおこなった。
1936年（昭和11年）に三井鉱山会長職を辞任した後は、昭和飛行機工業社長、帝国燃料興業総裁に就任した。
また、1926年（大正15年）には、教育者であった実兄の牧田宗太郎とともに四條畷高等女学校を設立。後の学校法人四條畷学園の創設者の一人となっている。